# 夏目雅美
夏目 雅美（なつめ まさみ、1971年10月30日 - ）は、日本の元AV女優。
東京都出身。血液型:B型。身長:161cm。スリーサイズ:B82(C)・W57・H83。

## 略歴・人物
1991年1月に『杉並のお嬢様 狂い泣き』でAVデビュー。
同年中に引退。

## 出演作品

### アダルトビデオ
- 杉並のお嬢様 狂い泣き（1991年1月13日、ティファニー）
- 腰の玉 （1990年、ティファニー）
- あふれ蜜（1991年、ミス・クリスティーヌ）
- 隠れ淫乱（1991年、サム）
- あなたの注射は太すぎる （1991年、サム）
- ブルジョアの味（1991年、シェール）
- 夏目雅美改造計画（1991年7月29日、サムエックス）
- 着せかえ制服族 2（1991年8月22日、シェール）共演:白鳥慶子、仁科ひとみ
- 調教・飼育妻（1991年9月21日、シェール）
- 人間発電所91（1991年、サム）
- 女子大生・雅美 隠れ淫乱（1991年、サム）
- 女学生通信 2（1991年、宇宙企画）他出演:夏みかん、森下あみい ほか
- 嗜虐の季節（1992年1月10日、シネマジック）
- 肉林王国 3（1992年1月12日、BAZOOKA）他出演:あけの美憂、柚木美花穂、倉石奈緒 ほか

### テレビ
- EXテレビ（1992年6月18日、日本テレビ系）